# The Motor Industry Software Reliability Association
The Motor Industry Software Reliability Association, MISRA (al español "Asociación de Fiabilidad del Software en la Industria del Motor", es una colaboración entre los fabricantes de vehículos, los proveedores de componentes en el sector y empresas consultoras que persigue la difusión de best practices para el desarrollo de sistemas electrónicos de seguridad para vehículos y otros tipos de sistemas integrados. Para lograr este fin MISRA publica documentos destinados a ejecutivos e ingenieros, y celebra eventos para permitir el intercambio de experiencias en el sector.
La misión oficial de MISRA es: "Proveer ayuda en la industria del automóvil para la aplicación y creación de sistemas en el vehículo de software seguro y fiable."

## ¿Qué es MISRA?
Debido al aumento de la incorporación de electrónica en el vehículo, especialmente en lo referente a software, el proyecto MISRA comenzó en 1990 con el objetivo de proveer una guía práctica de como hacer para el desarrollo de sistemas electrónicos seguros y fiables.
MISRA publicó sus primeras directrices en noviembre de 1994. Este fue el resultado de la colaboración de las organizaciones entonces:
- Miembros directivos de MISRA
  - AB Automotive Electronics Ltd
  - AP Bork & Beck
  - Delco Electronics
  - Ford Motor Company Ltd
  - Jaguar Cars Ltd
  - Lotus Engineering
  - Lucas Electronics
  - Rover Group Ltd
- Jefe de proyecto
  - The Motor Industry Research Association (al español Asociación de Investigación de la Industria del Motor)
- Consultores
  - Rolls-Royce and Associates Ltd
  - The Centre for Software Engineering Ltd
  - University of Leeds
- Ayuda adicional
  - Department of Trade and Industry (al español Departamento de Comercio e Industria)
  - Department of Transport (al español Departamento de Transporte)
  - The Society of Motor Manufacturs and Traders Ltd

El consorcio MISRA se formó como respuesta al UK Safety Critical Systems Research Program (al español Programa de Investigación de Sistemas de Seguridad Critica del Reino Unido), asistido por el Department of Trade and Industry and the Engineering and Physical Sciences Research Council (EPSRC) .

## Miembros actuales de MISRA
- Miembros directivos de MISRA
  - AB Automotive Electronics Ltd
  - Bentley Motor Cars
  - Ford Motor Company Ltd
  - Jaguar Cars
  - Lotus Engineering
  - MISRA (también en la labor de jefe de proyecto)
  - Ricardo plc
  - TRW
  - University of Leeds
  - Visteon Engineering Services Ltd

## ¿A qué se dedica MISRA?
MISRA persigue:
- Promover méjores prácticas para la ingeniería de sistemas de seguridad en la industria del automóvil.
- Desarrollar una guía específica en ciertas áreas técnicas donde se cree existe un hueco por llenar a la hora de establecer directrices, ejemplos:

- - Lenguaje C
  - Lenguaje C++
  - Desarrollo basado en modelos y generación automática de código
  - Análisis de seguridad

Por otro lado, MISRA no se ocupa de:
- Conceder esquemas de certificaciones
- Promover o apoyar productos específicos

## Directrices de MISRA
Development Guidelines for Vehicle Based Software (al español Directrices para el Desarrollo de Software para Vehículos) publicado en 1994. También disponible como ISO/TR 15497
Puntos clave:
- Basado en los principios de IEC 61508
- Está “basado en objetivos”, no descriptivo
- Uso del Safety Integrity Level (SIL) (al español Nivel de Integridad de Seguridad) como medida para la reducción de los objetivos de riesgo
- Desarrollo más exigente en relación con SIL

## MISRA C
- Se publicó por primera vez en 1998; se actualizó en 2004
- Se trata posiblemente de la publicación de MISRA más conocida
- Se creó para el requisito específico de las directrices de 1994 “Subset of a standardized structured programming language” (al español, Subconjunto de un lenguaje de programación con una estructura estándar)
- Evitar y controlar el uso de problemas frecuentes en el lenguaje C (tanto los conocidos como los menos conocidos)
- Modelos aritméticos en C
- Ha sido de amplia aceptación
- Se sigue trabajando en este tema

## MISRA SRfP
SRfP -> Software Readiness for Production, Madurez del Software para producción en serie.
- Riesgo: El software se ha contemplado como barato y fácil de modificar.
- Añadir nuevas funcionalidades.
- Resolver los problemas relacionados con el hardware.
- ¿Cómo medir el impacto de la preparación en la aprobación para producción?.
- Existe un Process for physical components – PPAP, (al español Proceso para componentes físicos). ¿Por qué no para software?.
- MISRA SRfP provee el grado en el que una métrica de software está completa.

## Análisis de seguridad de MISRA
Requisitos de MISRA 1994:
- Análisis preliminar de seguridad.
- Análisis detallado de seguridad.
- Ninguno de los dos está descrito en detalle.
- Necesidad de correlación más explícita con IEC 61508.
- El ISO 26262 será publicado pronto probablemente con nuevos procesos sobre el control de la seguridad.
- MISRA SA sirve de guía en todas estas áreas.

## MISRA C++
- El uso de C++ en aplicaciones críticas se está incrementando.
- MISRA C++ es similar en concepto a MISRA C
- Identificar problemas conocidos en este lenguaje
- Proveer reglas para controlar o evitar el uso de funciones impredecibles
- El lanzamiento oficial fue el 5 de junio de 2008

## Código automático MISRA
Desarrollo basado en un modelo y generación de código automático con los últimos avances en el sector del automóvil.
- Propiedades impredecibles
- Necesidad de un subconjunto ej. IEC 61508
- Problemas del estilo de programador
- Nueva serie de documentos

## Actividades actuales
- Se sigue desarrollando en problemas con lenguajes de programación ej.. MISRA C3, documentación adicional automática
- Se ha comenzado a examinar problemas de un lenguaje “común”.
- Acciones adicionales de proceso
- Ingeniería de sistemas
- Adopción de ISO 26262